# 1941 mintájú 125 mm-es ampullavető

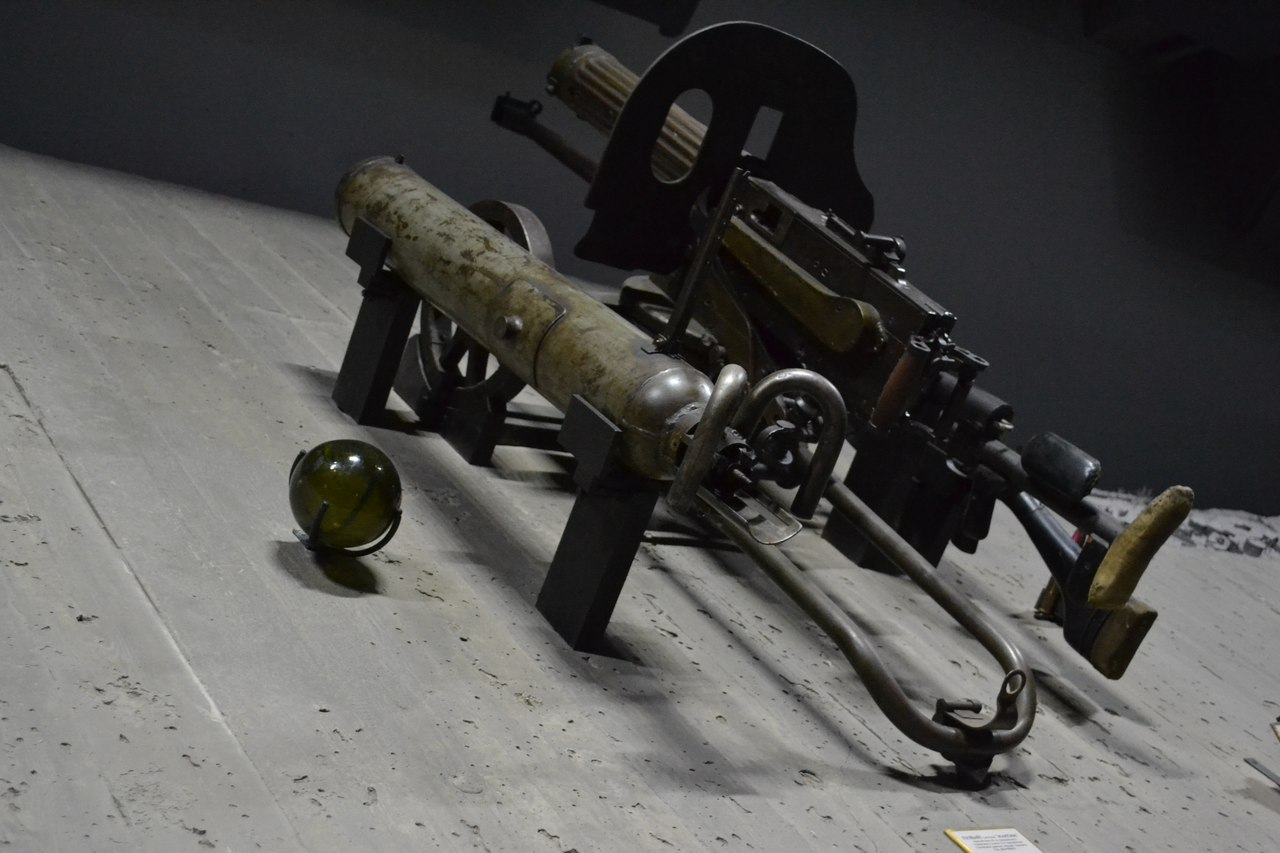
Az 1941 mintájú ampullavető (balra) múzeumban kiállítva, állvány nélkül. Mellette egy 125 mm-es gyújtóampulla. Jobbra a háttérben egy Maxim-géppuska

A 125 mm-es 1941 mintájú ampullavető (oroszul: 125-мм ампуломёт образца 1941 года, magyar átírásban: 125 mm ampulomjot obrazca 1941 goda) szovjet kísérleti harcjárműelhárító lángvető fegyver a második világháború időszakából.

### Hasonló fegyverek
- Zukerman-palackvető
- Molotov-koktél